# Данијела Роуз Расел
 Данијела Роуз Расел (Њу Џерзи, 31. октобар 1999) је америчка глумица. Позната је по улогама у филмовима A Walk Among the Tombstones (2014), Aloha (2015), Pandemic (2016) и Wonder (2017). Током 2018. године имала је улогу и серији Првобитни.

## Биографија и каријера
Рођена је у Њу Џерзију, мајка јој је бивша играчица, а отац певач. Прву улогу имала је у филму  A Walk Among the Tombstones (2014), где је играла четрнаестогодишњу ћерку руског дилера дроге. Наредне године појавила се у филму  Aloha, као ћерка лика којег је тумачио Бредли Купер. Године 2016. глумила је у шест епизода кратке ТВ серије The Last Tycoon. Године 2017. имала је улогу у филму Wonder.
У јуну 2017. године појавила се у петој и последњој епизоди ТВ серије Првобититни. У мају 2018. године појавила се у ТВ серији Потомци.